# Deferiprona
Deferiprona, também conhecido pelo nome comercial Ferriprox, é um fármaco usado como agente quelante do ferro. É usado no tratamento de talassemia.
A deferiprona é um tratamento alternativo para a sobrecarga de ferro em pacientes com talassemia major incapazes de receber a desferroxamina.